# Севернокорейски ядрен опит (септември 2016)
Северна Корея провежда пети подземен ядрен опит на 9 септември 2016 г. в 09:00:01 ч. местно време. На полигона Пюнге-ри, на около 50 km северозападно от окръг Килджу.

## Опит
Предишния ядрен опит на Северна Корея се провежда 8 месеца по-рано, през януари 2016 г. и привлича остри международни реакции. Въпреки призивите от Китай и Русия да се върне към шестстранните преговори, Северна Корея поддържа ядрената и ракетната си програма:
- По време на седмия конгрес на Корейската работническа партия, Ким Чен Ун обявява плановете за паралелно развитие на ядрените оръжия и икономиката на страната, а планираната дата за пети ядрен опит също става ясна.[2]

- На 22 юни 2016 г. Северна Корея успешно стартира своята наземна ракета със среден обсег Хвасонг-10 на височина от 1413.7 km и разстояние 400 km. Тестът показва, че ракетата би могла да достигне около 3500 km.[3] Въпреки че някои експерти са скептични за това дали Хвасонг-10 има възможност да пренесе бойна глава до американската военна база в Гуам, използвана в този тест, те се съгласяват, че Гуам е в границите ѝ, ако теглото на бойната глава може да бъде намалено от 650 kg до по-малко от 500.[4]

- На 7 юли 2016 г. Южна Корея обявява своето решение да разположи противоракетната система „THAAD“, въпреки силните възражения от Китай и Русия.[5]

- На 24 август 2016 г. Северна Корея успешно стартира своите изстрелвани от подводница балистични ракети Пукусонг-1 в японското въздушно пространство с 500 km обхват и подобна надморска височина. Тестът е първият път, когато Северна Корея е в състояние да разработи ракета на твърдо гориво. Преди това е прието, че Северна Корея е само в състояние да разработи течни горива за ракети, както е видно от Родон-1.

- В Съединените щати и Южна Корея съвместно военно учение се провежда два пъти годишно – от февруари до април и от август до септември, сключен на 2 септември 2016 г.[6] Северна Корея редовно изразява силни възражения срещу ученията, защото ги интерпретира като „враждебни сили... в подготовка за нахлуване в Северна Корея“.[7][8]

- На 5 септември 2016 г. Северна Корея изстрелва три последователни ракети Родон-1 в Японско море с висока точност и в обхват от около 1000 km.[9] Това бележи Родон-1 като надеждна и готова ракета, подходяща за оперативно разгръщане от първия си успешен старт през 1993 г. Съветът за сигурност на ООН осъжда ракетните изстрелвания на Северна Корея.[10]

Ядреният опит е проведен на 9 септември 2016 г., което е 68-ата годишнина от основаването на Северна Корея.

## Отзвук в Северна Корея
Държавната телевизия в Северна Корея не известява за опита веднага, вместо това показва архивни кадри на основателя на страната Ким Ир Сен, както и на сина му и бивш лидер Ким Чен Ир.
В 13:50 ч. Пхенянско време, медията потвърждава, че това е петият ядрен опит и че „бойната глава може да бъде монтирана на ракета“.

## Спекулации за още опити
Представителите на САЩ и техните научни експерти смятат, че Северна Корея се подготвя за шестия си ядрен опит, който може да бъде готов до началото на октомври 2016 г.

## Международни реакции
Тестът, проведен в разрез с международната общност, предизвиква широко международно осъждане.
Съветът за сигурност на ООН осъжда изпитанието и заявява, че ще формулира нова резолюция със САЩ, Великобритания и Франция, които настояват за нови санкции. Държавният секретар по отбраната на САЩ Аш Картър заявява на пресконференция, че „Китай има и споделя важна отговорност за това развитие и има важната отговорност да го отмени“. Китай не потвърждава подкрепата си за по-строги санкции. Професор Тадаши Кимия от Университета на Токио пред Ройтерс казва: „вече са наложени санкции на почти възможно всичко, така че политиката е в задънена улица. В действителност средствата, с които САЩ, Южна Корея и Япония могат да окажат натиск върху Северна Корея са достигнали своите граници“.
Президентът на САЩ Барак Обама, президента на Южна Корея Пак Кън Хе и японския премиер Шиндзо Абе договарят заедно да „предприемат допълнителни значителни стъпки, включително нови санкции, за да покажат на Северна Корея, че има последствия за незаконните им и опасни действия“. САЩ, Южна Корея и Япония веднага свикват спешно заседание при закрити врати на Съвета за сигурност на ООН. В изявление, публикувано на 9 септември, Съветът категорично осъжда ядрения опит и казва, че ще вземе „допълнителни значителни мерки“ в отговор. Санкции ще бъдат наложени по силата на член 41 от Хартата на Обединените нации.